# Articulation du genou

L'articulation du genou est composée de l'extrémité distale du fémur et proximale du tibia toutes les deux recouvertes de cartilage. Entre ces os, les deux ménisques permettent d'amortir les chocs et d'augmenter la mobilité articulaire.

L'articulation du genou est l'articulation synoviale du membre inférieur qui unit son segment proximal, la cuisse à la jambe.
Elle unit le fémur, le tibia et la patella. Elle est constituée de deux articulations : l'articulation fémoro-tibiale et l'articulation fémoro-patellaire.
L'articulation fémoro-tibiale est une articulation constituée de deux condyles et de deux disques articulaires.
L'articulation fémoro-patellaire est un ginglyme.
Les deux articulations partagent la même structure capsulaire et synoviale.

## Articulation fémoro-tibiale
L'articulation fémoro-tibiale unit le fémur et le tibia par l'intermédiaire des deux condyles latéral et médial du fémur en haut et des deux condyles latéral et médial du tibia en bas.
Les deux condyles fémoraux sont séparés par la fosse intercondylaire.
Les deux condyles tibiaux sont séparés par la surface intercondylaire du tibia.
Les condyles sont asymétriques avec les condyles latéraux plus étroits et plus courts.
La congruence de chaque paire de surfaces articulaires, latérales et médiales, est assurée par les ménisques latéral et médial du genou.

## Articulation fémoro-patellaire
L'articulation fémoro-patellaire permet à la patella de coulisser sur le fémur par l'intermédiaire de la surface articulaire de la patella située sur sa face postérieure et constituée de deux facettes séparées par une crête mousse.
Cette surface répond à la surface trochléaire constituée par la surface patellaire du fémur.

## Moyens d'union

### Ligaments intra-articulaires

#### Capsule
La capsule articulaire entoure l'ensemble des deux articulations. Elle est renforcée à l'arrière des condyles fémoraux formant les deux coques condyliennes. Elle englobe l'éminence intercondylaire.
Elle est tapissée par la membrane synoviale. Celle-ci forme des replis internes en rendant extra-synovial les ligaments croisés : le pli synovial infrapatellaire.

#### Ligaments croisés
L'articulation fémoro-tibiale contient deux ligaments intracapsulaires mais extrasynoviaux : les ligaments croisés antérieur et postérieur.
Le ligament croisé antérieur est tendu entre la face postéro-médiale du condyle latéral du fémur et l'aire intercondylaire antérieure du tibia.
Le ligament croisé postérieur est tendu entre la partie postérieure de la face latérale du condyle médial du fémur et l'aire intercondylaire postérieure du tibia.
Les deux ligaments se croisent sur le plan frontal.
Ils jouent un rôle majeur dans la stabilité de l'articulation par le contrôle des mouvements de translation antéro-postérieur et de rotation. Ils jouent également un rôle dans la proprioception du genou.

#### Ligaments méniscaux
Un ensemble de ligaments contribue au maintien des ménisques :
- les ligaments ménisco-fémoraux antérieur et postérieur pour le ménisque latéral,
- les ligaments ménisco-tibiaux latéral et médial pour chaque ménisque,
- les ligaments ménisco-patellaires pour chaque ménisque,
- le ligament transverse du genou entre les deux ménisques.

#### Ligament muqueux
Le ligament muqueux relie le corps adipeux infrapatellaire à la fosse intercondylaire du fémur.

### Ligaments médiaux

#### Ligament collatéral tibial
Sur la face médiale de l'articulation, le ligament collatéral tibial est un ligament capsulaire qui unit l'épicondyle médial du fémur à la face antéro-médiale du tibia, au-dessus de l'insertion des muscles de la patte d'oie. Son faisceau profond s'attache au ménisque médial par l'intermédiaire de la capsule.

### Ligaments latéraux

#### Ligament collatéral fibulaire
Sur la face latérale, le ligament collatéral fibulaire est un ligament extra-capsulaire qui unit l'épicondyle latéral du fémur à  face latérale de la tête fibulaire. C'est un ligament rond palpable sous la peau en étant assis en tailleur.
Il contribue à la stabilité latérale de l'articulation.

#### Ligament poplitéo-fibulaire
Le ligament poplitéo-fibulaire nait à la jonction du tendon et du corps musculaire du muscle poplité et se termine sur l'apex de la tête fibulaire.
Il renforce la partie postéro-latérale de l'articulation en freinant la translation postérieure du tibia au cours d'une extension combinée à une rotation externe de l'articulation.

#### Ligament fabello-fibulaire
Le ligament fabello-fibulaire se situe entre la fabella et l'apex de la tête fibulaire. Si la fabella est absente , il prend naissance sur le bord postérieur de l'épicondyle latéral du fémur.
Il freine la rotation externe, le varus et la translation postérieure de l'articulation fémoro-tibiale en complément avec le ligament poplité arqué.

#### Tractus ilio-tibial
Le tractus ilio-tibial qui est la portion antérieure de l'aponévrose glutéale qui se prolonge jusqu'au tubercule infra-condylaire du tibia, contribue à la stabilité articulaire.

### Ligaments postérieurs

#### Ligament poplité arqué
En arrière de l'articulation, le ligament poplité arqué unit l'apex de la tête fibulaire à la capsule en formant une arcade pour le passage du muscle poplité.
Il contribue à la stabilité latérale de l'articulation.

#### Ligament poplité oblique
En arrière de l'articulation, le ligament poplité oblique se détache du bord latéral du tendon du muscle semi-membraneux pour se terminer se termine sur la partie latérale de la face postérieure de la capsule, sur la fabella et au-dessus de la face postérieure du condyle latéral du fémur.
Il limite l'extension et la translation postérieure du tibia.

### Ligaments antérieurs
La patella est un os sésamoïde inclus dans le tendon du muscle quadriceps fémoral qui se prolonge en bas entre l'apex de la patella et la tubérosité du tibia par le ligament de la patella.
Latéralement elle est maintenue par le rétinaculum latéral de la patella et médialement par le rétinaculum médial de la patella.
Ces complexes fibreux sont complétés par le ligament fémoro-patellaire et tibio-patellaire médiaux.

## Bourses synoviales
Plusieurs bourses synoviales interviennent dans le fonctionnement de l'articulation :

### Bourses antérieures
- la bourse suprapatellaire entre le tendon du muscle quadriceps fémoral et l'épiphyse distale du fémur,

- la bourse subcutanée prépatellaire entre la partie inférieure de la face antérieure de la patella et la peau,
- la bourse subcutanée infrapatellaire entre le ligament de la patella et la peau,
- la bourse infra-patellaire profonde entre le ligament de la patella et la l'épiphyse proximale du tibia.

### Bourse postérieure
La bourse du muscle semi-membraneux s'intercale entre le muscle semi-membraneux et l'articulation du genou.

### Bourse médiale
La bourse ansérine se place entre la face médiale du tibia et le ligament collatéral tibial de l’articulation du genou.

## Anatomie fonctionnelle
L'articulation du genou possède deux degrés de liberté :
- la flexion - extension,
- la rotation interne - rotation externe.

L'amplitude de flexion va de 0 à 160° en position accroupie.  Elle permet une hyper-extension de 5 à 10°.
L'amplitude de rotation est dépendante de la position en flexion. La rotation interne peut aller de 0 à 40°, et la rotation externe de 0 à 30°.

## Aspect clinique
L'articulation peut subir des traumatismes pouvant entraîner des entorses et des déchirures ligamentaires, avec en particulier des atteintes des ligaments croisés. Elles peuvent également fissurer les ménisques qui ont un pouvoir de cicatrisation limité car peu vascularisé.
L'articulation du genou peut faire l'objet de malformation spécifique entraînant un genu varum ou un genu valgum.
L'examen clinique permet d'identifier certaines atteintes comme le signe du tiroir pour tester l'état des ligaments croisés.
Les moyens d'exploration qui complètent l'examen clinique peuvent être la radiologie, l'IRM, l'arthrographie (visualisation des ménisques) et l'arthroscopie.